# Nónacris (Trípolis arcadia)
Nónacris (en griego, Νώνακρις) fue una antigua ciudad griega situada en Arcadia.
Pausanias dice que fue una de las poblaciones pertenecientes a la llamada Trípoli—junto con Calia y Dipena— que se unieron para poblar Megalópolis en 371/0 a. C. Se desconoce su localización exacta pero se ha sugerido que los restos de dos asentamientos antiguos hallados en Kastro Galatas y Kerpini se corresponden con dos de las tres poblaciones que componían esta denominada Trípoli.
Esta Nónacris debe distinguirse de otra ciudad del mismo nombre ubicada en la parte septentrional de Arcadia.